# Nobuki Hara
Nobuki Hara (原 信生 Hara Nobuki?, nacido el 6 de septiembre de 1979 en Kagoshima) es un exfutbolista japonés. Jugaba de centrocampista y su último club fue el SC Tottori de Japón.

## Trayectoria

### Clubes
| Club                | País  | Año         |
| ------------------- | ----- | ----------- |
| Cerezo Osaka        | Japón | 1998 - 2003 |
| Yokohama F. Marinos | Japón | 2004 - 2005 |
| Vissel Kobe         | Japón | 2006        |
| SC Tottori          | Japón | 2006        |

## Palmarés

### Títulos nacionales
| Título    | Club                | País  | Año  |
| --------- | ------------------- | ----- | ---- |
| J1 League | Yokohama F. Marinos | Japón | 2004 |